# Aranøerne
Aranøerne (engelsk Aran Islands, irsk Oileáin Árann) er en øgruppe ud for Irlands vestkyst i bugten Galway Bay. De til County Galway tilhørende øer er Inishmore, Inishmaan og Inisheer. Det samlede areal udgør ca. 51 km². og øgruppen havde i 2006 tilsammen 1225 indbyggere. 
Aranøerne er kendt for sin geologi, sine historiske monumenter og for deres sproglige og kulturelle arv. Øernes hovedsprog er irsk, men de fleste af øboerne behersker engelsk.
Aranøerne er præget af mindre haver, omgivet af stenmure. Disse haver blev tidligere på de golde klippeøer af kalksten anlagt ved at øboerne hentede tang og sand fra stranden.
I det 18. århundrede boede der ca. 5.000 mennesker på øerne. Hovedindtægtskilderne var i mange år fiskeri, som i midten af 1990erne næsten blev opgivet. I stedet støttede EU øerne for at udvikle turismen. Mange tidligere fiskere åbnede butikker, blev buschauffører eller åbnede en restaurant. Andre af beboerne forlod øerne. 
Der er ca. 80 skoleelever, en stor del af dem forlader på grund af manglende arbejdspladser øerne i 18 års alderen. Derfor er gennemsnitalderen over 50 år og indbyggertallet går hvert år tilbage.
Øerne har et tempererede klima med gennemsnitlige lufttemperaturer fra 15 ° C i juli til 6 ° C i januar.
Inishmore (irsk: Árainn Mhór) er den største af øerne med 824 indbyggere. Havnen ligger ved øens største landsby Kilronan (Cill Rónáin) med 259 indbyggere. Lidt udenfor Kilronan ligger Ionad Arann Heritage Center der med udstillinger beskriver øernes landskaber, traditioner og historie. Øen er ca 14 kilometer lang (nordvest-sydøst) og 3,8 kilometer bred. Den er kendt for sin specielle irske kultur, og sine mange fortidsminder fra den førkristne og tidligere kristne tid, blandt andet fæstningen Dún Aenguss beliggende på et af øens højestepunkter, ved kanten af en 87 meter høj klippe. 
Ved vejen mellem Kilmurvey og Onaght på den vestlige del af øen ligger bikubehytten Clochan na Carraige. Strukturen er speciel fordi den udvendige side er cirkulær, og indersiden rektangulær. Hytterne som er fra jernalderen blev i den tidlige kristelige tid beboet af munke, som i en form for straf og selvfornægtelse levede et isoleret liv med meditation og selvforsyning.
Inishmaan (irsk: Inis Meadhóin / Inis Meáin «Mellemøen» eller «Den midterste ø») er den midterste af Aranøerne. Øen har et areal på 900 ha og 154 indbyggere (2006). Den har ikke så mange turister som naboøerne Inishmore og Inisheer. Inishmaan har bevaret en stor del af den traditionelle irske kultur, og mange af øboerne behersker irsk. Øens hovedby er An Córa, hvor også Inishmaans havn er. Det vigtigste erhverv på øen er fiskeri. Mange af fiskerne benytter stadig de traditionelle Currach-både. Et lokalt strikfirma fremstiller modetøj af uld. Dún Conchuir (Conor's Fort) er en oval stenfæstning fra førkristen tid med udsigt over resten af øen og havet. Dún Fearbhaí-stenfæstningen er fra 300-tallet.
Inisheer (irsk: Inis Oírr) er den østligste af øerne og har et areal på cirka 10 kvadratkilometer. Den ligger kun 8 km fra County Clares kyst. De fleste af de 247 indb. (2006) lever på øens nordlige del, hvor også havnen og flyvepladsen befinder sig.
Lurgan Village (Baile an Lurgáin) er øens hovedby. De andre landsbyer er West Village (Baile Thiar), Chapel Village (Baile an tSéipéil), Castle Village (Baile an Chaisleáin) og Formna Village (Baile an Fhormna). På den nordlige del af øen ligger borgen O'Briens fra det 15. århundrede. Mellem borgen og lufthavnen ligger kirken, Teampall Caomhán, der er viet til den hellige Kevin fra Glendalough og som den 13. juli hvert år er er pilgrimsmål. Turismen er en af øens vigtigste indtægtskilder. Øen besøges også af skoleelever, som vil lære det irske sprog der hvor det tales til daglig. Turistinformationen i øens andelsbutik tilbyder korte kurser i irsk med en indfødt. Der afholdes også kurser på begynder og mellemniveau. Der B&B, 2 hoteller og campingplads. 
Der er færge til øerne fra Galway City Dockside (90 minutter), Ros en Mhil (Rossaveal) i Connemara (35 / 40 min), Doolin i Co Clare (20 minutter) eller med fly fra Indreabhan (Inverin) ca. 10 min.
- Aranøernes placering
- Klippeskrænt ved Dún Aengus, Inishmore
- Fæstningen Dún Aenguss, Inishmore
- Clochan na Carraige, Inishmore
- Kalkstensklipper på Inishmore
- Stenmur på Inishmaan
- Gammel fæstning på Inishmaan
- Typisk landskab på Inisheer
- Typiske stenmure på Inisheer